# 托龍多伊
托龍多伊（西班牙語：Torondoy），是委內瑞拉的城鎮，位於該國西部梅里達州，是胡斯托布里塞尼奧市的首府，始建於1867年9月23日，海拔高度1,100米，主要經濟活動有農業和旅遊業，人口5,871。